# Rio della Pietà

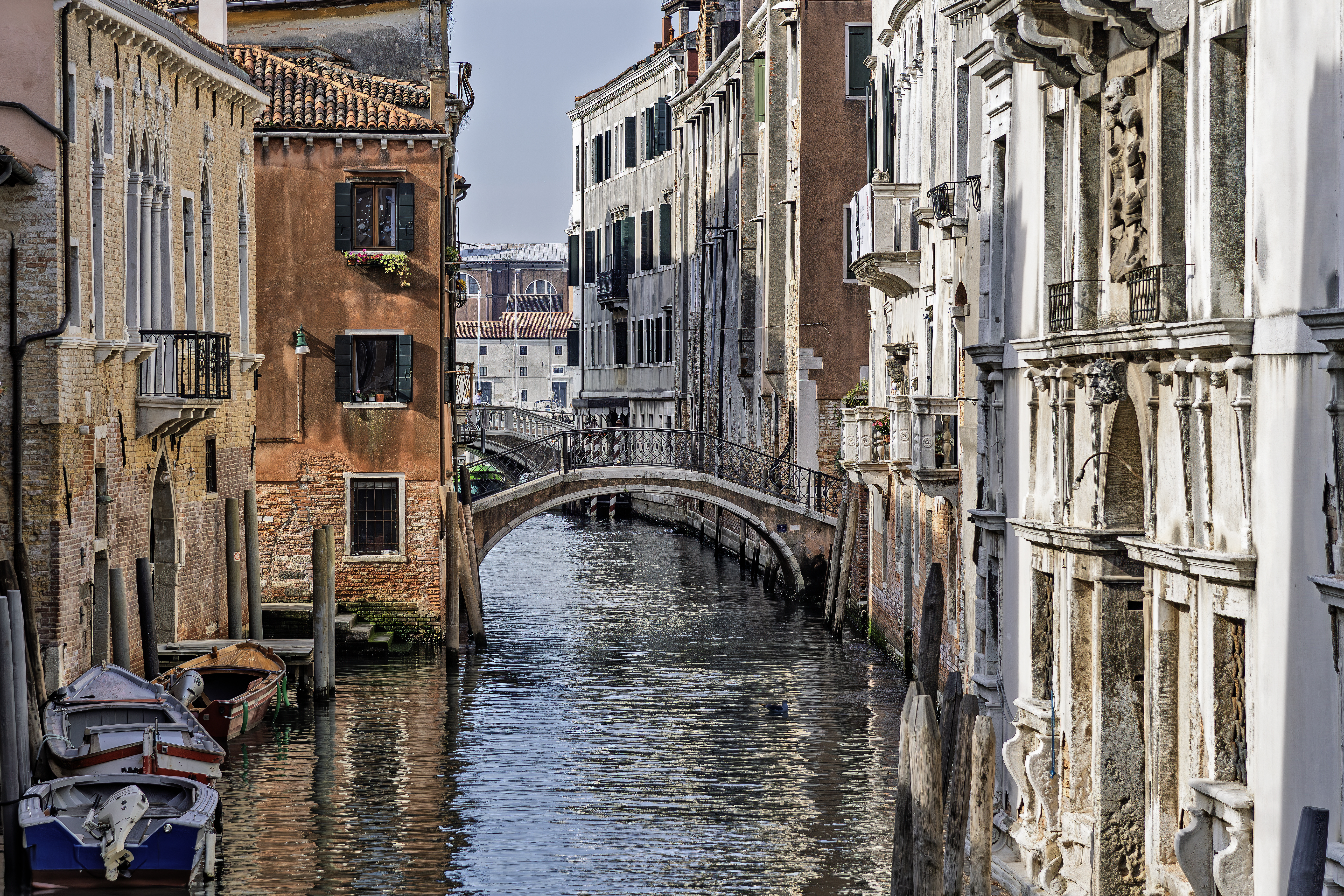
Le rio vu du ponte Sant'Antonin

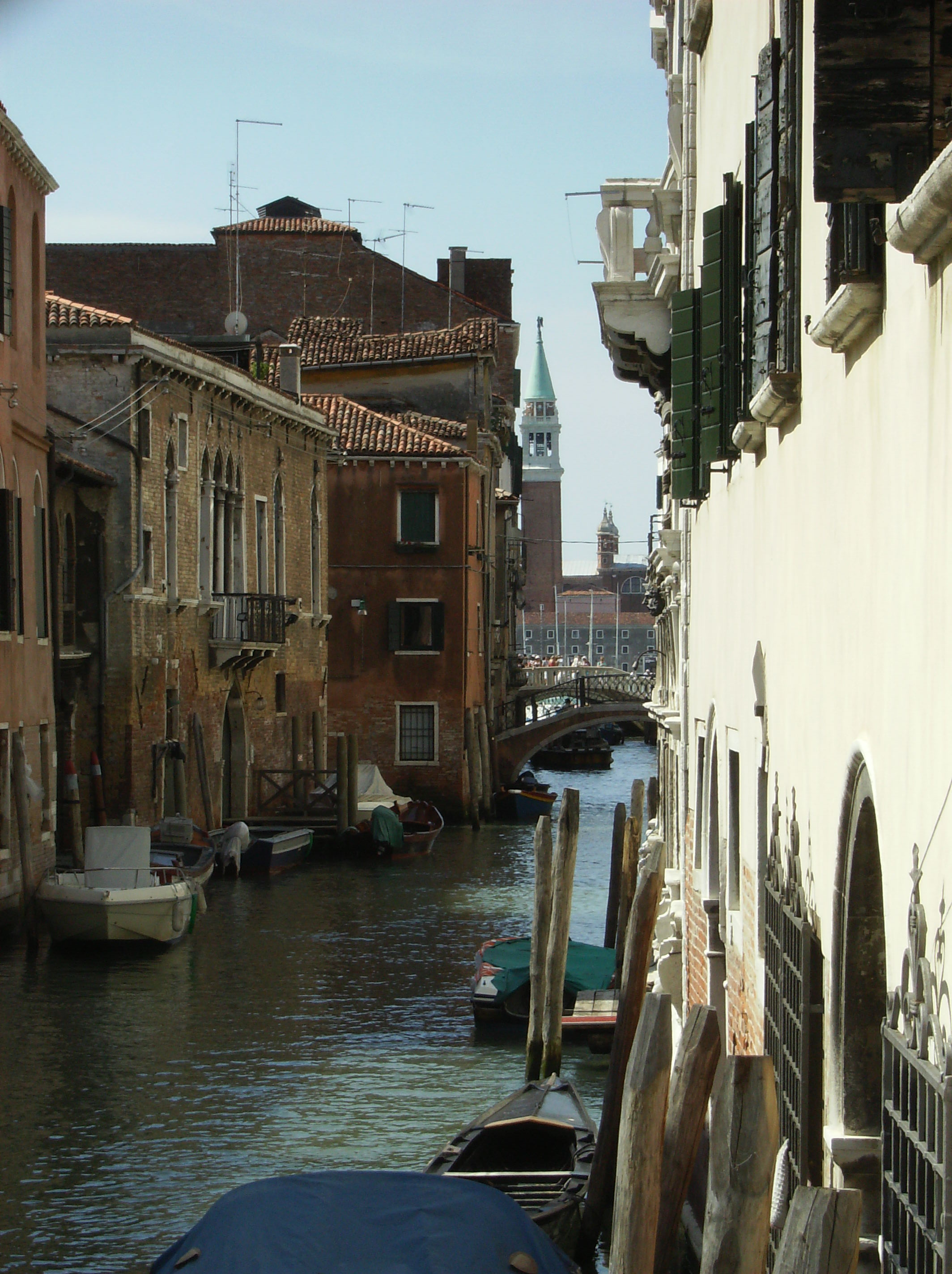
Le rio vers le sud avec le pont dei Becchi et le pont del Sepolcro au fond

Le rio della Pietà (en vénitien de la P.; canal de la Piété) est un canal de Venise dans le sestiere de Castello. 

## Origine
Ce rio est appelé d'après l'Église de la Pietà toute proche.

## Description
Le rio de la Pietà a une longueur d'environ 210 mètres. Il prolonge le rio de Sant'Antonin à partir du pont éponyme vers le sud pour rejoindre le bassin de San Marco.

## Situation
- Ce rio rejoint le bassin de San Marco entre l'hôtel Métropole et le palais Navagero.
- Il longe le campo de l'église Sant'Antonin.

## Ponts
Il est traversé par deux ponts, du sud au nord :

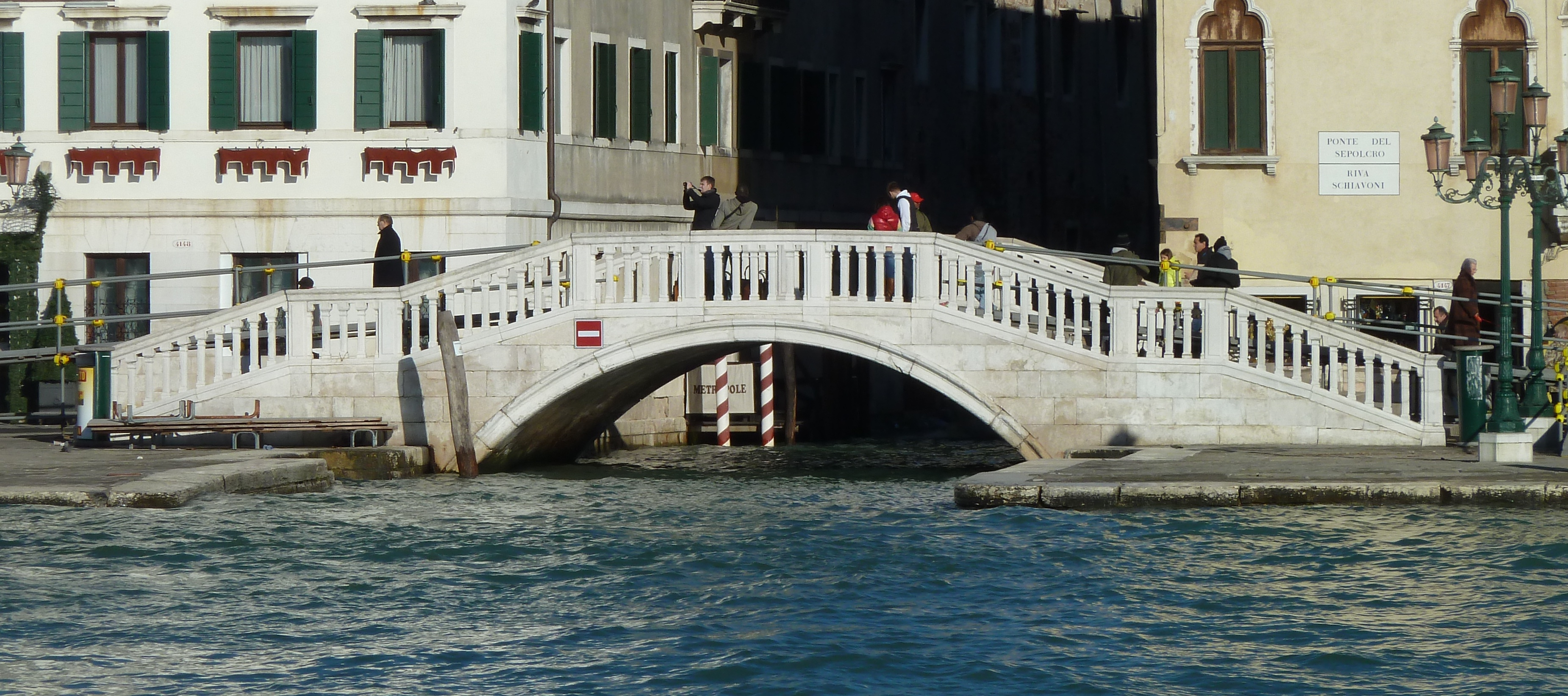
le ponte del Sepolcro (jadis ponte de la Pietà ou di Ca Navagero) sur le Riva degli Schiavoni, jadis appontement de bateaux chargés de sable. Au XVe siècle existait ici un refuge pour les pèlerins du Saint Sépulcre, ensuite étendu comme église et couvent du Saint Sépulcre
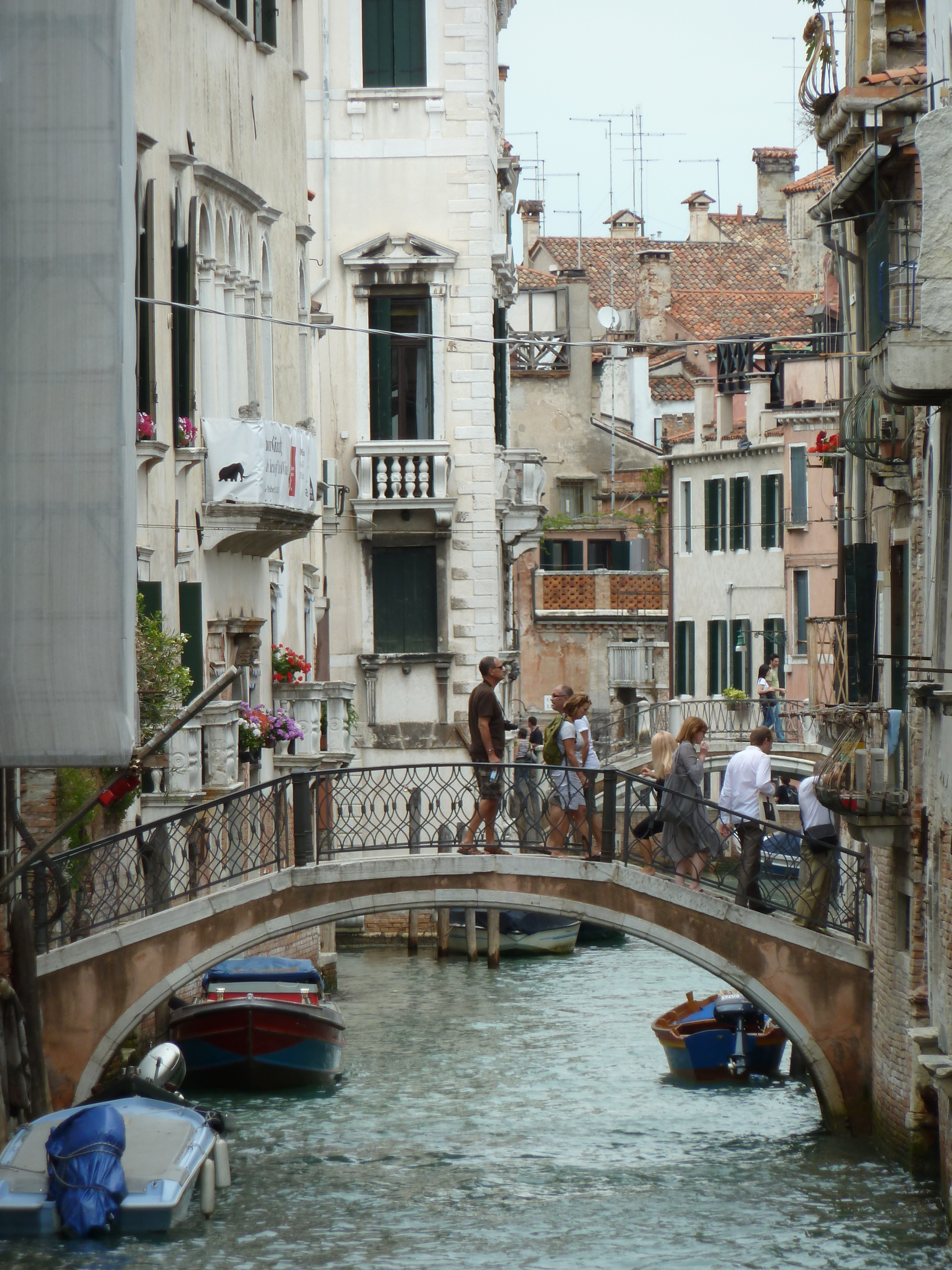
le Ponte drio la Pietà (ou dei Becchi, d'après les chèvres qui furent débarquées ici pour être conduites au marché), reliant Campiello drio et calle éponyme
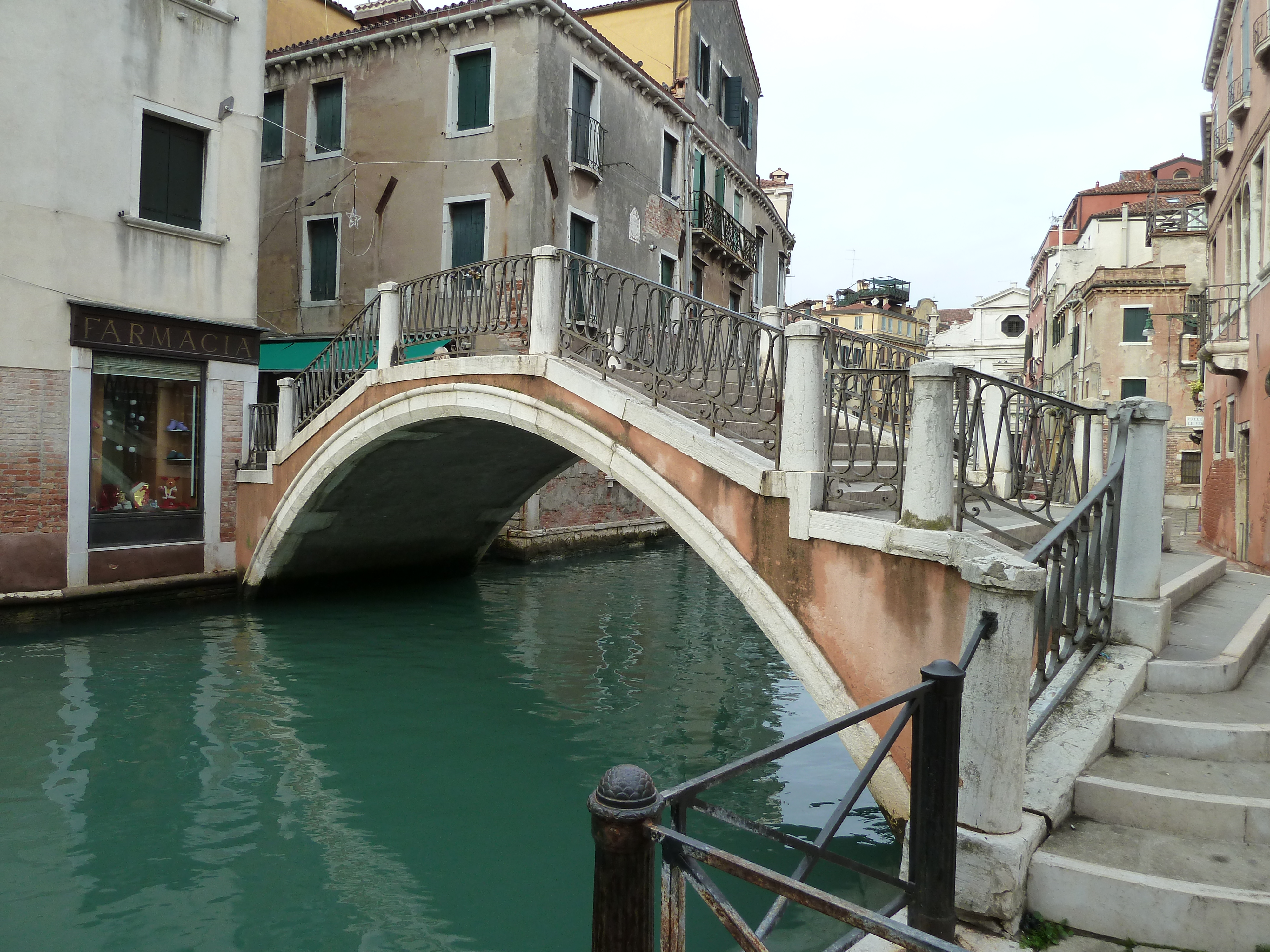
le Ponte Sant'Antonin marque la limite avec le rio de Sant'Antonin et relie la salizada éponyme et la Salizada dei Greci

## Voir aussi

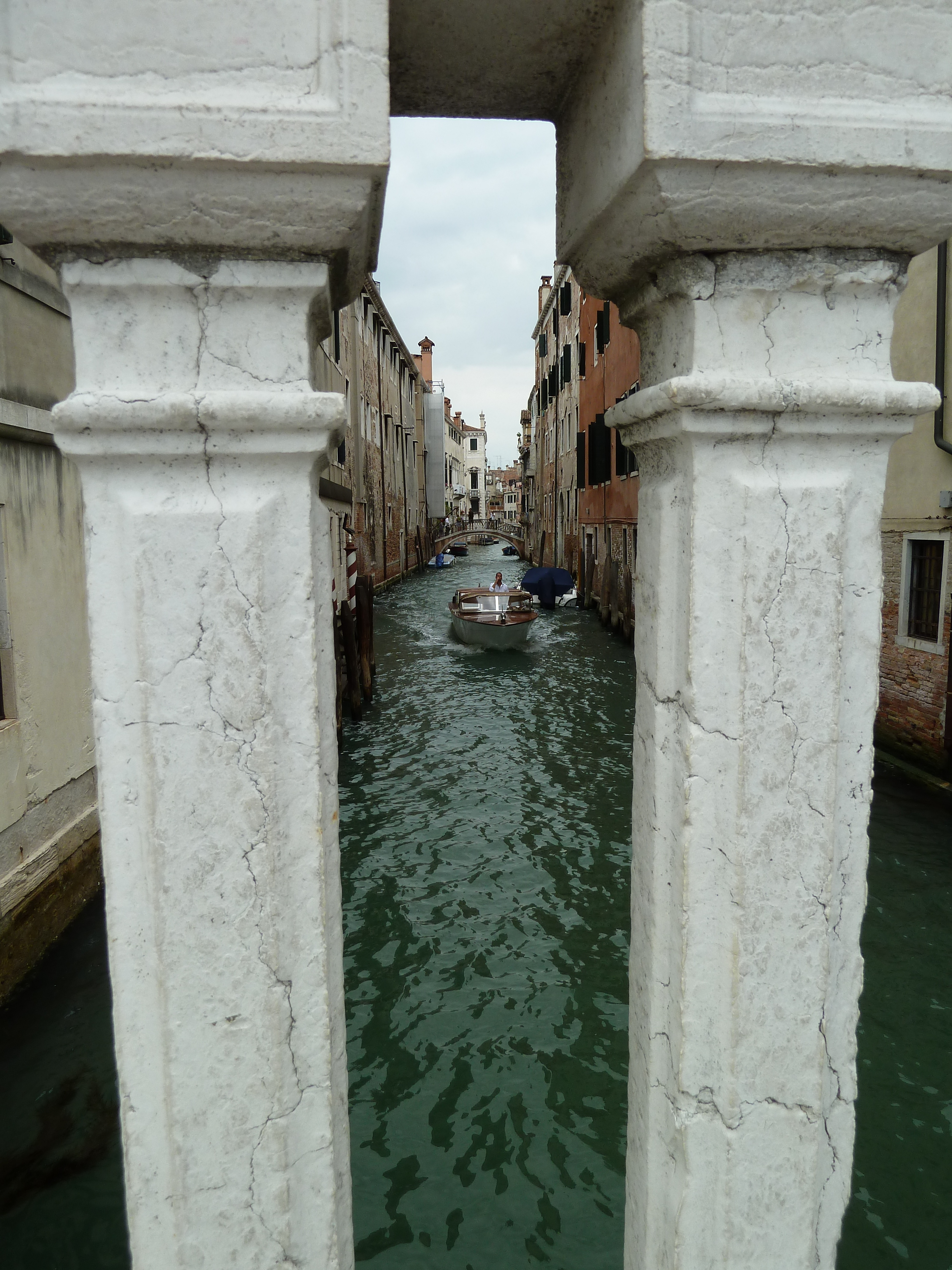
le rio de la Pietà